# Lacu Roșu, Harghita
Lacu Roșu (în maghiară Gyilkostó) este o localitate componentă a municipiului Gheorgheni din județul Harghita, Transilvania, România.

## Generalități
Este o stațiune situată în Carpaților Orientali, în cadrul cărora se situează în Grupa Centrală (Moldotransilvănieni); fiind înconjurată de către Munții Ceahlău (în Nord) și de către Munții Hășmașu Mare (în Sud).
Stațiunea și-a luat numele după lacul de aici Lacul Roșu, un lac de baraj natural, aflat lângă Cheile Bicazului. Lacul aflat la o altitudine de 983 m, într-o mică depresiune montană are o climă plăcută; subalpină. Media anuală a orelor de strălucire solară este cuprinsă între 1700-1900. Temperatura medie anuală este de 8 °C. Media cea mai scăzută de temperatură este de -7/-4 °C, iar cea mai ridicată de 14-18 °C. Temperatura apei vara poate atinge 22 °C, primăvara, toamna 6-10 °C. Iarna, lacul este acoperit de un strat de gheață gros de 60–70 cm. Vânturile sunt moderate.
În preajma localității Lacu Roșu, există mai multe trasee turistice:
1. Circuitul Lacului Roșu (durata 1 1/2 oră; marcaj: cruce roșie)
2. Cheile Bicazului (durata 3 - 3 1/2 ore dus-întors, fără marcaj, pe DN12C).
3. Vârful Suhardu Mic (durata 2-3 ore dus-întors, diferența de nivel 370 m, marcaj; triunghi albastru)
4. Vârful Suhardu Mare (durata 3 ore dus-întors, diferența de nivel 524 m, marcaj: triunghi albastru până la Șaua Suhardului, mai departe fără marcaj).
5. Vârful Ucigașu (durata 3 ore dus-întors, diferența de nivel 401 m, marcaj: bandă galbenă și triunghi roșu).

Lacu Roșu - Cheile Bicazului reprezintă una dintre cele mai complexe rezervații naturale ale României. Situată în interiorul lanțului carpatic, pe valea Bicazului, afluent al Bistriței, care la rândul ei este afluent al Siretului care, în Câmpia Siretului Inferior, se varsă în Dunăre și care ajunge în Marea Neagră prin Delta Dunării.
Lacu Roșu este situat la o altitudine de aproximativ 900 m. Este de amintit vârful Hășmașu Mare cu o altitudine de 1792 m.

## Imagini

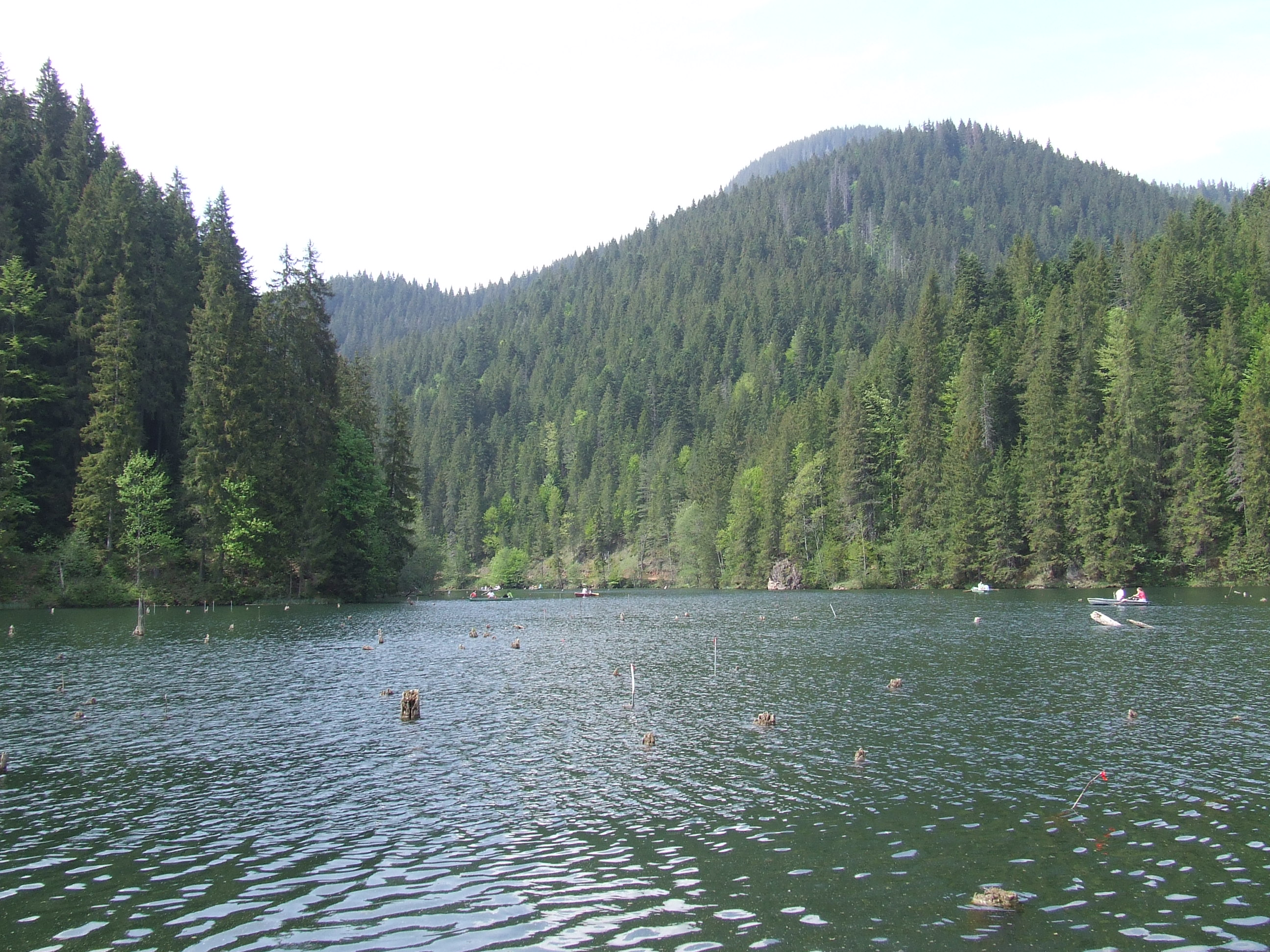
Lacu Roșu
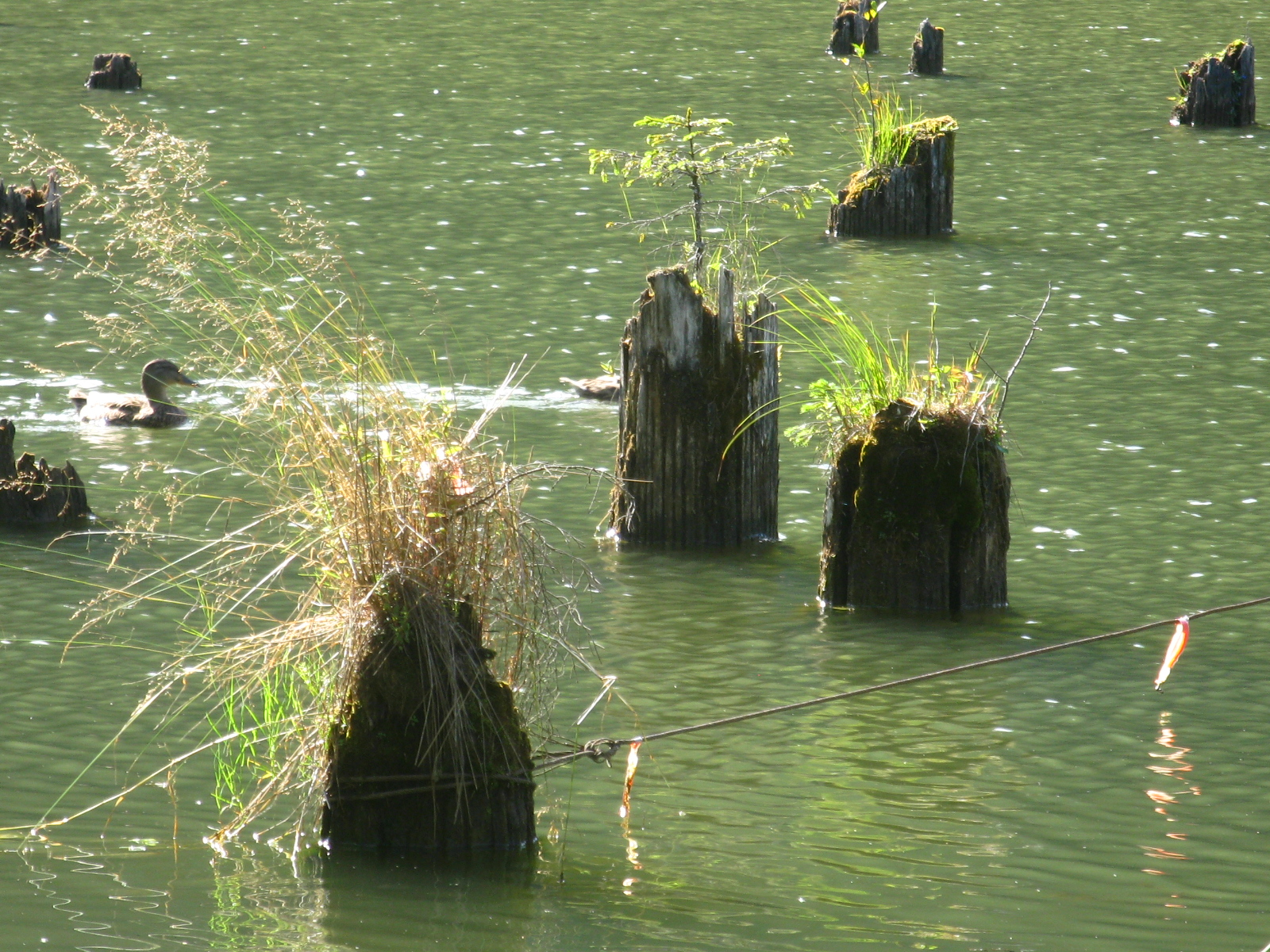
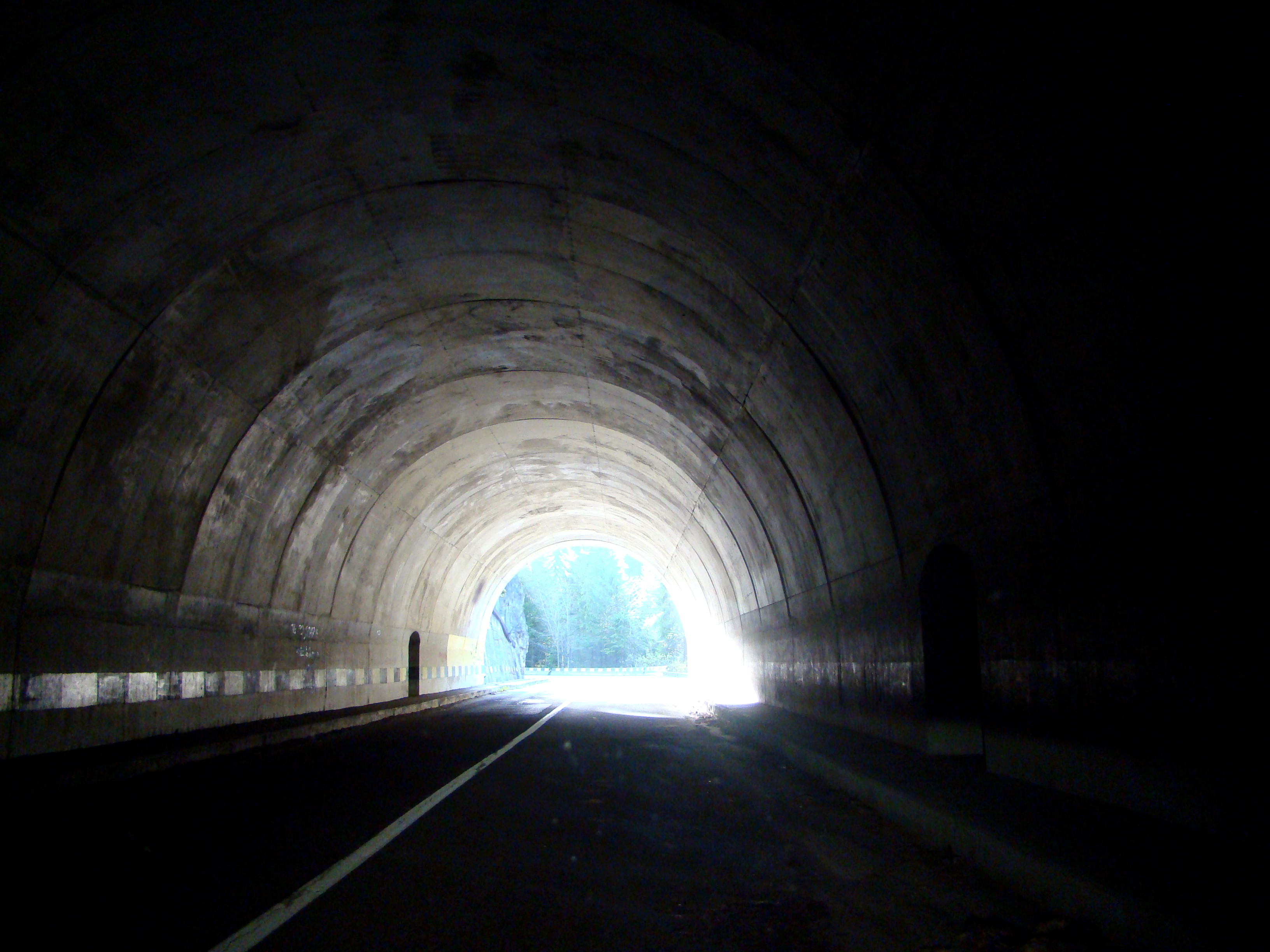
Tunel Lacu Roșu
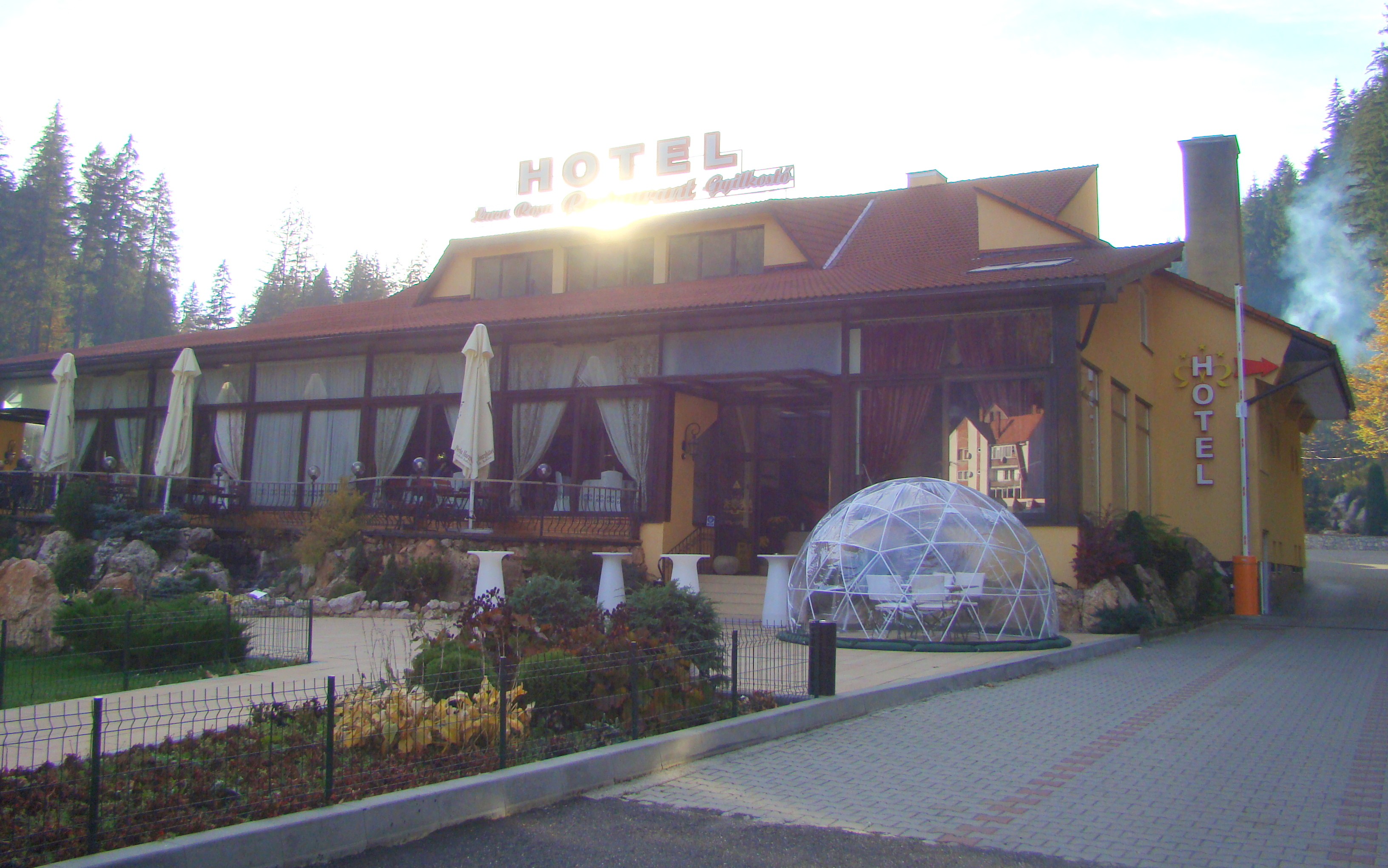
Hotel Lacu Roșu
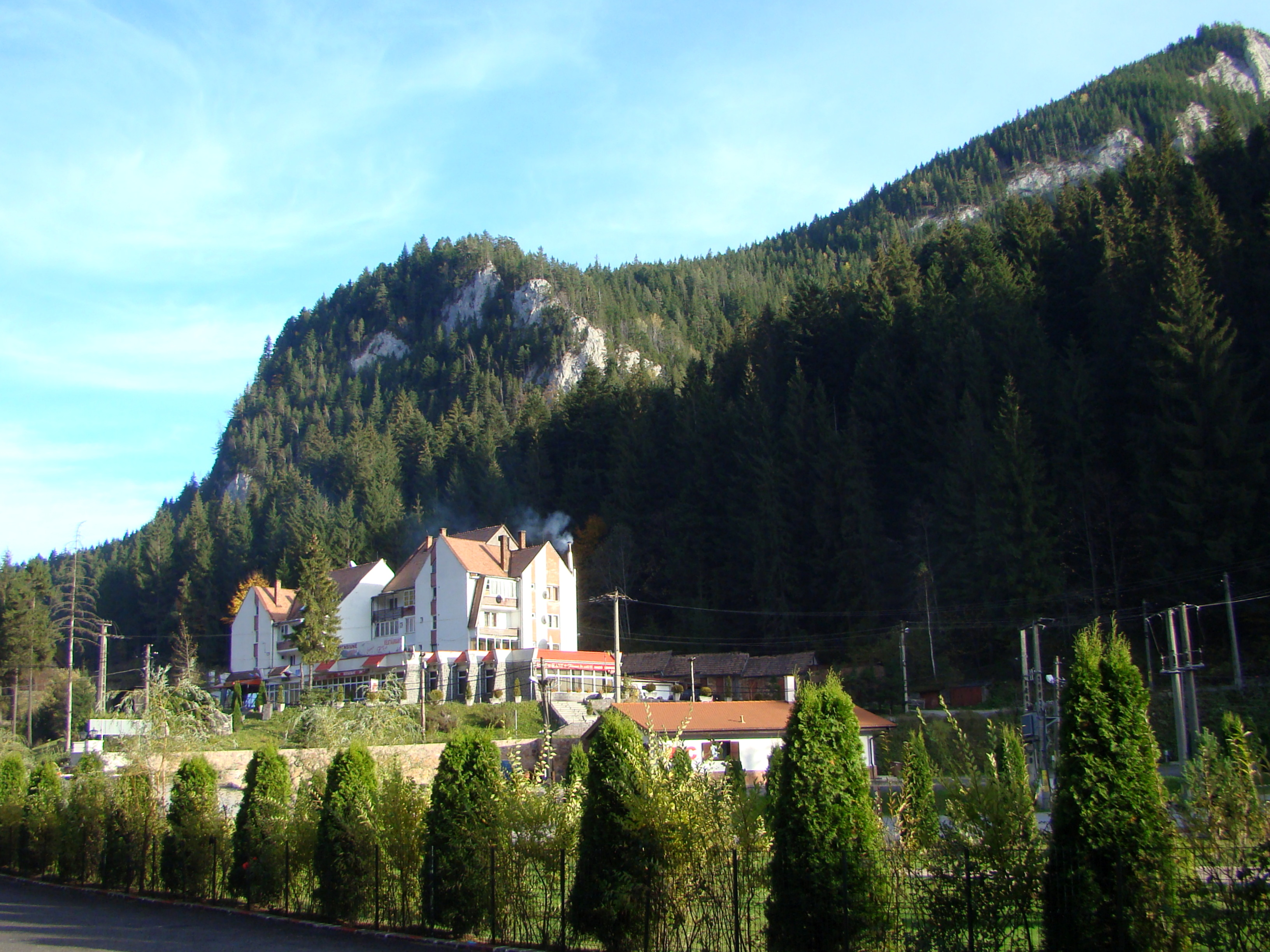

## Lacul de baraj natural Lacul Roșu
Lacul Roșu este primul lac de baraj natural format în România. Acesta s-a format prin bararea în anul 1837 a Văii Bicazului, în apropierea Cheilor Bicazului.